# Jokajdon tumidulus
Jokajdon tumidulus é uma espécie de gastrópode  da família Charopidae.
É endémica da Micronésia.